# Yakamoz S-245
«Yakamoz S-245» (тур. Yakamoz S-245) — оригінальний інтернет-серіал Netflix 2022 року в жанрі бойовика та драми. У зйомках серіалу використовувався підводний човен. В головних ролях Киванч Татлитуг та Озге Озпірінчі.
Перший епізод вийшов в ефір 20 квітня 2022 року, режисери Толга Карачелік та Умут Арал, сценарист Джейсон Джордж, Атасай Коч, Джансу Чобан, Самі Берат Марчалі та Мурат Уюркулак.

## Сюжет
Коли Землю сколихнула катастрофа, морський біолог зі своєю командою бореться за виживання на підводному човні. Аж раптом на поверхню спливає змова.

## Актори та ролі
| Актор               | Роль    |
| ------------------- | ------- |
| Киванч Татлитуг     | Арман   |
| Озге Озпірінчі      | Дефне   |
| Ертан Сабан         | Умут    |
| Едже Чесміоглу      | Йонка   |
| Джеррі Гофман       | Фелікс  |
| Еджем Узун          | Рана    |
| Мерік Арал          | Хатідже |
| Онур Унсал          | Джем    |
| Ерсін Аріджі        | Алтан   |
| Гювен Мурат Акпінар | Бариш   |
| Альпер Салдіран     | Сервер  |
| Хакан Сасалміш      | Еренай  |
| Серкан Узунер       |         |

## Огляд
| Сезон | Епізоди | Епізоди | Оригінальний показ | Оригінальний показ | Оригінальний показ |
| Сезон | Епізоди | Епізоди | Перший показ       | Останній показ     | Мережа             |
| ----- | ------- | ------- | ------------------ | ------------------ | ------------------ |
| 1     | 7       | 7       | 20 квітня 2022     | 20 квітня 2022     | Netflix            |

### Сезон 1 (2022)
| № | # | Назва      | Перший ефір    |
| --- | - | ---------- | -------------- |
| 1 | 1 | «Епізод 1» | 20 квітня 2022 |
| Арман неохоче вирушає на підводному човні в дослідницьку подорож, за яку платить його батько. Гатідже повідомляє про незвичайні покази радіометра на авіабазі.     |   |            |                |
| 2 | 2 | «Епізод 2» | 20 квітня 2022 |
| Арман і Дефне шукають уцілілих на Косі й поспішають знайти Кенана до сходу сонця. Фелікс і Джем намагаються відновити електропостачання в місті.                   |   |            |                |
| 3 | 3 | «Епізод 3» | 20 квітня 2022 |
| На підводному човні між Арманом і Умутом зростає напруга. Коли стає відомо про вчинок Бариша, Ерене стикається з неможливою дилемою.                               |   |            |                |
| 4 | 4 | «Епізод 4» | 20 квітня 2022 |
| Арман і Йонджа мають вручну залатати пробоїну під водою, але підводний човен все одно під загрозою. Екіпаж судна «Якамоз» викриває зловмисника.                    |   |            |                |
| 5 | 5 | «Епізод 5» | 20 квітня 2022 |
| Після того, як Гатідже розкриває приголомшливу правду про Ерене, Умут і Йонджа починають підозрювати Дефне. Екіпаж стежить за літаком. Джем робить жахливий вибір. |   |            |                |
| 6 | 6 | «Епізод 6» | 20 квітня 2022 |
| Умут вирішує змінити курс і вирушити до зернових сховищ у Норвегії. Гатідже прослизає в кімнату Дефне. Екіпаж зупиняється в Іспанії, де починається кривава бійня. |   |            |                |
| 7 | 7 | «Епізод 7» | 20 квітня 2022 |
| Умут накидається на Армана через повідомлення від НАТО. Арман влаштовує пастку для Умута й має телефонну розмову з батьком.                                        |   |            |                |